# كسوف الشمس 5 فبراير 2065
سيحدث كسوف جزئي للشمس يوم الخميس 5 فبراير 2065. يحدث كسوف الشمس عندما يمر القمر بين الأرض والشمس ، وبالتالي يحجب صورة الشمس كليًا أو جزئيًا عن مشاهد على الأرض. يحدث كسوف جزئي للشمس في المناطق القطبية من الأرض عندما يغيب مركز ظل القمر عن الأرض.

## الخسوفات ذات الصلة

### كسوف الشمس 2062-2065
هذا الكسوف هو جزء من سلسلة كسوف الشمس 2062-2065. يتكرر الكسوف في كل 177 يومًا تقريبًا و 4 ساعات في العقد المتناوبة من مدار القمر.
| 121 | مارس 11, 2062 جزئي   | 126 | سبتمبر 3, 2062 جزئي |
| 131 | فبراير 28, 2063 حلقي | 136 | أغسطس 24, 2063 كلي  |
| 141 | فبراير 17, 2064 حلقي | 146 | أغسطس 12, 2064 كلي  |
| 151 | فبراير 5, 2065 جزئي  | 156 | أغسطس 2, 2065 جزئي  |

### سلسلة ميتونيك
تتكرر السلسلة ميتونيك كل 19 عامًا (6939.69 يومًا) ، وتستمر حوالي 5 دورات. يحدث الكسوف في نفس تاريخ التقويم تقريبًا. بالإضافة إلى ذلك ، تتكرر سلسلة أكتون الفرعية 1/5 من ذلك أو كل 3.8 سنوات (1387.94 يومًا). تحدث جميع الكسوفات في هذا الجدول عند العقدة الصاعدة للقمر.
| 21 حدثًا من أحداث الكسوف ، تتقدم من الجنوب إلى الشمال بين 1 يوليو 2000 و 1 يوليو 2076 | 21 حدثًا من أحداث الكسوف ، تتقدم من الجنوب إلى الشمال بين 1 يوليو 2000 و 1 يوليو 2076 | 21 حدثًا من أحداث الكسوف ، تتقدم من الجنوب إلى الشمال بين 1 يوليو 2000 و 1 يوليو 2076 | 21 حدثًا من أحداث الكسوف ، تتقدم من الجنوب إلى الشمال بين 1 يوليو 2000 و 1 يوليو 2076 | 21 حدثًا من أحداث الكسوف ، تتقدم من الجنوب إلى الشمال بين 1 يوليو 2000 و 1 يوليو 2076 |
| يوليو 1–2                                                                            | أبريل 19–20                                                                          | فبراير 5–7                                                                           | نوفمبر 24–25                                                                         | سبتمبر 12–13                                                                         |
| 117                                                                                  | 119                                                                                  | 121                                                                                  | 123                                                                                  | 125                                                                                  |
| ------------------------------------------------------------------------------------ | ------------------------------------------------------------------------------------ | ------------------------------------------------------------------------------------ | ------------------------------------------------------------------------------------ | ------------------------------------------------------------------------------------ |
| يوليو 1, 2000 [الإنجليزية]                                                           | أبريل 19, 2004                                                                       | فبراير 7, 2008                                                                       | نوفمبر 25, 2011                                                                      | سبتمبر 13, 2015                                                                      |
| 127                                                                                  | 129                                                                                  | 131                                                                                  | 133                                                                                  | 135                                                                                  |
| يوليو 2, 2019                                                                        | أبريل 20, 2023                                                                       | فبراير 6, 2027                                                                       | نوفمبر 25, 2030 [الإنجليزية]                                                         | سبتمبر 12, 2034                                                                      |
| 137                                                                                  | 139                                                                                  | 141                                                                                  | 143                                                                                  | 145                                                                                  |
| يوليو 2, 2038                                                                        | أبريل 20, 2042                                                                       | فبراير 5, 2046                                                                       | نوفمبر 25, 2049                                                                      | سبتمبر 12, 2053                                                                      |
| 147                                                                                  | 149                                                                                  | 151                                                                                  | 153                                                                                  | 155                                                                                  |
| يوليو 1, 2057                                                                        | أبريل 20, 2061                                                                       | فبراير 5, 2065                                                                       | نوفمبر 24, 2068 [الإنجليزية]                                                         | سبتمبر 12, 2072 [الإنجليزية]                                                         |
| 157                                                                                  | 159                                                                                  | 161                                                                                  | 163                                                                                  | 165                                                                                  |
| يوليو 1, 2076 [الإنجليزية]                                                           |                                                                                      |                                                                                      |                                                                                      |                                                                                      |

### سلسلة اينكس
هذا الكسوف هو جزء من دورة اينكس طويلة الأمد ، يتكرر عند العقد المتناوبة ، كل 358 شهرًا سينوديًا (≈ 10571.95 يومًا ، أو 29 عامًا ناقص 20 يومًا).
مظهرها وخط طولها غير منتظمين بسبب عدم التزامن مع الشهر غير الطبيعي (فترة الحضيض). ومع ذلك ، فإن مجموعات 3 دورات اينكس (87 سنة ناقص شهرين) تقترب (≈ 1،151.02 شهرًا غير طبيعي) ، لذا فإن الكسوف متشابه في هذه المجموعات.
| أعضاء سلسلة اينكس بين عامي 1901 و 2100: | أعضاء سلسلة اينكس بين عامي 1901 و 2100: | أعضاء سلسلة اينكس بين عامي 1901 و 2100: |
| --------------------------------------- | --------------------------------------- | --------------------------------------- |
| 22 نوفمبر 1919 (ساروس 141)              | 1 نوفمبر 1948 (ساروس 142)               | 12 أكتوبر 1977 (ساروس 143)              |
| 22 سبتمبر 2006 (ساروس 144)              | 2 سبتمبر 2035 (ساروس 145)               | 12 أغسطس 2064 (ساروس 146)               |
| 23 يوليو 2093 (ساروس 147)               |                                         |                                         |

### سلسلة تريتوس
هذا الكسوف هو جزء من دورة تريتوس ، يتكرر عند العقد المتناوبة كل 135 شهرًا متزامنًا (≈ 3986.63 يومًا ، أو 11 عامًا ناقص شهر واحد). مظهرها وخط طولها غير منتظمين بسبب نقص التزامن مع الشهر غير الطبيعي (فترة الحضيض) ، لكن التجمعات المكونة من 3 دورات تريتوس (33 عامًا ناقص 3 أشهر) تقترب (≈ 434.044 شهرًا غير طبيعي) ، لذا فإن الكسوف متشابه في هذه التجمعات.[بحاجة لمصدر]
| أعضاء سلسلة تريتوس بين عامي 1901 و 2100 | أعضاء سلسلة تريتوس بين عامي 1901 و 2100 | أعضاء سلسلة تريتوس بين عامي 1901 و 2100 | أعضاء سلسلة تريتوس بين عامي 1901 و 2100 |
| --------------------------------------- | --------------------------------------- | --------------------------------------- | --------------------------------------- |
| 9 سبتمبر 1904 (ساروس 133)               | 10 أغسطس 1915 (ساروس 134)               | 9 يوليو 1926 (ساروس 135)                |                                         |
| 8 يونيو 1937 (ساروس 136)                | 9 مايو 1948 (ساروس 137)                 | 8 أبريل 1959 (ساروس 138)                |                                         |
| 7 مارس 1970 (ساروس 139)                 | 4 فبراير 1981 (ساروس 140)               | 4 يناير 1992 (ساروس 141)                |                                         |
| 4 ديسمبر 2002 (ساروس 142)               | 3 نوفمبر 2013 (ساروس 143)               | 2 أكتوبر 2024 (ساروس 144)               |                                         |
| 2 سبتمبر 2035 (ساروس 145)               | 2 أغسطس 2046 (ساروس 146)                | 1 يوليو 2057 (ساروس 147)                |                                         |
| 31 مايو 2068 (ساروس 148)                | 1 مايو 2079 (ساروس 149)                 | 31 مارس 2090 (ساروس 150)                |                                         |

## روابط خارجية
- www.solar-eclipse.de - متوسط التغطية السحابية والمدن على طول مسار الكسوف
- رسومات ناسا

- http://eclipse.gsfc.nasa.gov/SEplot/SEplot2051/SE2065Feb05P. GIF